# Онорати, Бернардино
Бернардино Онорати (итал. Bernardino Honorati; 17 июля 1724, Ези, Папская область — 26 сентября 1807, Сенигаллия, Папская область) — итальянский куриальный кардинал, папский дипломат и доктор обоих прав. Титулярный архиепископ Сида с 28 января 1760 по 23 июня 1777. Апостольский нунций в Тоскане с 24 апреля 1760 по 20 ноября 1766. Апостольский нунций в Венецианской республике с 20 ноября 1766 по 30 сентября 1775. Секретарь Священной Конгрегации по делам епископов и монашествующих с 30 сентября 1775 по 23 июня 1777. Епископ-архиепископ Сенигаллии с 28 июля 1777 по 26 сентября 1807. Кардинал-священник с 23 июня 1777, с титулом церкви Санти-Марчеллино-э-Пьетро с 28 июля 1777.